# Moltke (Mondkrater)
Moltke ist ein kleiner, schüsselförmiger Einschlagkrater auf der Mondvorderseite am südlichen Rand des Mare Tranquillitatis, östlich des Kraters Delambre und nordwestlich von Torricelli.
Nördlich von Moltke verlaufen die Mondrillen der Rimae Hypatia.
| Buchstabe | Position          | Durchmesser | Link |
| --------- | ----------------- | ----------- | ---- |
| A         | 1,06° S, 23,14° O | 4 km        |      |
| B         | 1,06° S, 25,18° O | 4 km        |      |

Der Krater wurde 1935 von der IAU nach dem preußischen General Helmuth Karl Bernhard von Moltke offiziell benannt.